# Gaiasia jennyae
Gaiasia jennyae (лат.) — вид вымерших челюстноротых, близкий к семейству Colosteidae клады тетраподоморф (Tetrapodomorpha), единственный в роде Gaiasia. Обнаружен в остатках пермского периода в Намибии (Южная Африка). Крупная амфибия с длиной тела около 2,5 м, вероятно, обитала на дне болот и озёр и была, возможно, относительно медленным хищником. У неё огромные клыки, вся передняя часть рта — сплошные гигантские зубы. Большая плоская голова в форме сиденья унитаза позволяла ему широко открывать рот, поджидать и хватать добычу.

## Этимология
Родовое название Gaiasia дано в честь формации Гай-Ас в Намибии, где была найдена окаменелость. Видовой эпитет G. jennyae дан в честь Дженнифер Эллис Клек (Jennifer «Jenny» Alice Clack; 1947—2020), крупного английского палеонтолога, специализировавшейся на эволюции ранних тетраподоморф — четырёхногих позвоночных, которые произошли от лопастепёрых рыб и дали начало амфибиям, рептилиям, птицам и млекопитающим.

## История изучения
Окаменелости Gaiasia jennyae были обнаружены на юге Намибии (Южная Африка), в горных породах, относящихся к пермскому периоду (Gai-As Formation, возраст ~272—265 млн лет).

## Описание
Длина тела около 2,5 метра, формой напоминает гигантскую саламандру. Останки представлены несколькими крупными неполными скелетами. Череп слабо окостеневший со слабо сочленённым нёбом, в котором доминирует широкий ромбовидный парасфеноид, выступающим назад затылком и увеличенными, сцепленными между собой клыками. Череп доисторической саламандры достигал около 60 см в длину, а строение её челюсти и крупные многочисленные зубы указывают на то, что она могла мощным укусом захватывать крупную добычу. Филогенетический анализ позволяет отнести Gaiasia к группе тетраподоморф как сестринский таксон каменноугольных Colosteidae. Gaiasia крупнее всех ранее описанных тетрапод и служит доказательством того, что континентальные тетраподы были хорошо распространены в холодных широтах Гондваны во время последних фаз каменноугольно-пермского оледенения. Это указывает на более глобальное распространение континентальных тетрапод во время каменноугольно-пермского перехода.